# 추위안
초원(楚原, 1934년 10월 8일~2022년 2월 21일)은 홍콩의 영화 배우이자 영화 감독, 각본가이다.

## 영화 출연작
- 폴리스스토리(1985년) 주도 역
- 폴리스스토리2(1988년) 주도 역